# Premio Espejo de España
El Premio Espejo de España fue un galardón literario español creado por la Editorial Planeta, que se entregó entre 1975 y 1995. Entre sus objetivos estaba el deseo de contribuir al esclarecimiento de las complejas realidades peninsulares de toda índole: humanas, históricas, políticas, sociológicas y económicas.
Las obras presentadas tenían que ser biografías, memorias, reportajes, estudios, ensayos, encuestas o cualquier otro género que respondiera al espíritu de la colección Espejo de España, ya existente desde 1972.
En su inicio, se otorgaba un premio único de 1 000 000 de pesetas. El primer jurado estaba formado por José María de Areilza, Manuel Aznar Zubigaray, Manuel Fraga, Torcuato Luca de Tena, Ramón Serrano Suñer, José Manuel Lara Hernández y Rafael Borràs como secretario. El primer ganador fue José Luis Vila-San Juan con la obra García Lorca, asesinado. La celebración tuvo lugar en el Hotel Ritz de Madrid.

## Obras galardonadas
| Año de premiación | Obra                                       | Autor                            |
| ----------------- | ------------------------------------------ | -------------------------------- |
| 1975              | García Lorca, asesinado                    | José Luis Vila-San Juan          |
| 1976              | Juan March y su tiempo                     | Ramón Garriga                    |
| 1977              | La oposición democrática al franquismo     | Javier Tusell                    |
| 1978              | La revuelta permanente                     | Baltasar Porcel                  |
| 1979              | España, de la dictadura a la democracia    | Raymond Carr y Juan Pablo Fusi   |
| 1980              | En busca de José Antonio                   | Ian Gibson                       |
| 1981              | Mi vida con Ramón Franco                   | Carmen Díaz y José Antonio Silva |
| 1982              | Por qué y cómo mataron a Calvo Sotelo      | Luis Romero                      |
| 1983              | La gran esperanza                          | Rafael García Serrano            |
| 1984              | El mundo mítico y mágico de Picasso        | Carlos Rojas Vila                |
| 1985              | Tragicomedia de España                     | Emilio Romero Gómez              |
| 1985              | Retratos españoles (bastante parecidos)    | Ernesto Giménez Caballero        |
| 1986              | La década sorprendente                     | Sergio Vilar                     |
| 1987              | El laberinto de la Hispanidad              | Xavier Rubert de Ventós          |
| 1988              | Buñuel, Lorca y Dali: El enigma sin fin    | Agustín Sánchez Vidal            |
| 1989              | 1939. Agonía y victoria (El protocolo 277) | Ricardo de la Cierva             |
| 1990              | El desembarco andaluz                      | Víctor Márquez Reviriego         |
| 1991              | El piloto del cambio                       | Charles T. Powell                |
| 1992              | Las Filípicas                              | Antonio Guerra                   |
| 1993              | Franco sí, pero...                         | Torcuato Luca de Tena            |
| 1994              | La última salida de Manuel Azaña           | Federico Jiménez Losantos        |
| 1995              | Río Arriba: Memorias                       | Gonzalo Fernández de la Mora     |

- Datos: Q5942140